# Avenue de Caen
L'avenue de Caen est une voie publique de la commune française de Rouen.

## Situation et accès
L'avenue de Caen est située sur la rive gauche de la Seine.
Elle est desservie par une station aérienne du tramway de Rouen.

## Origine du nom
Elle porte ce nom car elle se dirige vers Caen.

## Bâtiments remarquables et lieux de mémoire

### Institut chimique de Rouen
Lors de la Première Guerre mondiale, la dépendance avec l'Allemagne dans le domaine de la chimie se fait sentir de manière accrue. Ce contexte donne raison à la Société industrielle de Rouen, qui prêchait depuis 1855 pour la création d'une formation de chimistes à Rouen. En conséquence, en 1917 est fondé l'Institut chimique de Rouen (ICR), une école privée d'ingénieurs située no 49 avenue de Caen,.  Le 12 décembre 1942, l'Institut est touché par un bombardement. Ces anciens locaux existent toujours mais sont occupés par un loueur de véhicules, Hertz, et un centre de données géré par la société Cogent Communications.
En 1959, est créé l'Institut National Supérieur de Chimie Industrielle de Rouen - INSCIR, sur les bases de l'Institut de Chimie de Rouen. En 1961, l'institut déménage et vient occuper de nouveaux locaux, place Émile-Blondel à Mont-Saint-Aignan.